# Maršovice (Benešovi járás)
Maršovice település Csehországban, a Benešovi járásban. Maršovice Křečovice, Bystřice, Neveklov, Tisem és Vrchotovy Janovice településekkel határos. Lakosainak száma 787 fő (2024. január 1.).

## Népesség
A település lakosságának változását az alábbi diagram mutatja:
| Lakosok száma | 1936 | 2131 | 1668 | 1114 | 803  | 685  | 765  | 765  | 749  | 787  |
|               | 1869 | 1890 | 1921 | 1950 | 1980 | 2001 | 2017 | 2019 | 2022 | 2024 |